# Alto Baudó
Alto Baudó es un municipio de Colombia ubicado en el departamento de Chocó. Situado en el valle del río Baudó, su cabecera municipal es Pie de Pató. Se encuentra a una altitud de 50 m s. n. m. y a 80 km al sur de la capital del departamento, Quibdó. La extensión del municipio es de 1.532 km². 
Cuenta con una población en la cabecera municipal de 1.569 habitantes, y en el sector rural de 15.450 habitantes, que se asientan en su mayoría en la ribera del río, principal medio de transporte y subsistencia.

## División Político-Administrativa
Además de su Cabecera municipal: Pie de Pató. Alto Baudó tiene bajo su jurisdicción los siguientes Centros poblados:
- Amaparraida (Santa Rita)
- Apartadó
- Batatal
- Boca de León
- Chachajó
- Chigorodó
- Dominico
- El Salto (Bella Luz)
- Geando
- La Divisa
- La Felicia
- La Loma
- Las Delicias
- Miacora
- Mojaudó
- Naucas
- Nuevo Platanares
- Pavarandó (Pureza)
- Puerto Alegre
- Puerto Córdoba Urodo
- Puerto Echeverry
- Puerto Libia
- Puerto Martínez
- Puerto Indio
- San Francisco de Cugucho
- Santa Catalina de Catru

### Resguardos indígenas
Hay varias comunidades indígenas que conservan su lengua, tradiciones culturales y forma de organización social. La mayoría pertenecen a la etnia Emberá, y viven en resguardos reconocidos oficialmente: 
- Agua Clara y Bella Luz Río Amporá
- Dominico Londoño Apartadó
- Puerto Alegre y la Divisa
- Río Pavasá Jella
- Ríos Catrú Dubaza y Ríos Jurubidá Chorí
- Alto Baudó

## Historia
La zona estaba habitada desde hace 2300 años por cazadores y pescadores sedentarios, que también trabajaban en la agricultura. A la llegada de los europeos, la poblaban los indígenas Kunas, Chocoes y Noanamáes. 
Durante la colonia española se explotó la minería del oro y el platino, con esclavos traídos de África por comerciantes portugueses y holandeses, mientras que a los indios se les encomendaba la agricultura sedentaria. 
La población actual fue fundada por colonos buscadores de minerales hacia la segunda mitad del siglo XIX. Pertenecía al municipio de Bajo Baudó, con cabecera en Pizarro, del que se segregó el 1 de enero de 1959, en virtud de una ordenanza del 25 de noviembre de 1958.
La cabecera municipal, Pie de Pató, fue conocida antiguamente como Puerto Yacup.

## Fauna y flora
Situado en una zona con relieve abrupto en la cuenca del Baudó, está rodeado de bosques con árboles maderables, actualmente explotados para la construcción, elaboración de canoas, leña, herramientas de trabajo, utensilios caseros y artesanía. Hay una gran variedad de especies, como el caucho, palo santo, cedro, mora y otros. Entre la flora, destacan las orquídeas.
La fauna está representada mamíferos, aves y una variada gama de mariposas, casi 150 especies endémicas.
Se ha declarado la Serranía del Baudó como área de interés para la conservación de la biodiversidad, debido a su riqueza de especies vegetales y animales.

## Clima
El municipio de Alto Baudó tiene un clima cálido, con un promedio de temperatura de 28 °C y una precipitación anual de 6.439 mm. Es un clima húmedo, de selva tropical, lo que influye en la aparición de enfermedades como la malaria, infecciones respiratorias y leishmaniasis. 

## Economía
El Departamento del Chocó es una de las zonas del país más pobres a pesar de su riqueza natural. Con altos índices de pobreza y desempleo, participa con el 0,3% del PIB, y tiene un desempleo del 50% de la población activa. Como dato significativo, sólo el 1% de los hogares disfrutan de agua corriente, y el 43,5% de los pobladores del Alto Baudó son analfabetos. En su subdesarrollo ha influido su aislamiento, ya que la única comunicación es por el Baudó, que en verano presenta dificultades para la navegación. Esta falta de comunicaciones afecta también a la escolarización y a la atención médica
La economía se ha basado históricamente en la minería, la explotación forestal, la pesca, la ganadería porcina y la agricultura, produciendo plátano, maíz, cacao y arroz. 
El clima húmedo y las epidemias que causa, inciden en el grado de pobreza y en la tasa de emigración, la más alta del Chocó. Sin embargo ésta tiene como primer motivo la existencia de bandas paramilitares.

### Turismo
Las autoridades están construyendo una industria turística, basada en las riquezas naturales de la zona, sobre todo los Altos de Paraguas y Piragüitas.